# رايموند أوسلوس
رايموند أوسلوس مواليد 3 فبراير 1930 في إيتربيك - الوفاة 1 ديسمبر 2012، كان لاعب كرة قدم بلجيكي كان يلعب في حراسة المرمى. سبق له أن لعب في كأس العالم لكرة القدم مع منتخب بلاده وذلك في مونديال عام 1954.

## المسيرة الاحترافية

### أندية لعب لها
- ريسنغ وايت ديرنغ مولنبيك

## روابط خارجية
- رايموند أوسلوس على موقع الاتحاد الدولي (مؤرشف)  (الإنجليزية)
- رايموند أوسلوس على موقع الاتحاد البلجيكي (الإنجليزية)
- رايموند أوسلوس على موقع Soccerway.com (الإنجليزية)
- رايموند أوسلوس على موقع عالم كرة القدم.نت (الإنجليزية)